# Mimhoplomelas
Mimhoplomelas es un género de escarabajos longicornios de la tribu Acanthocinini que contiene una sola especie, Mimhoplomelas diadelioides. La especie fue descrita por Breuning en 1971.
Se distribuye por Madagascar. Mide aproximadamente 8 milímetros de longitud.